# Piper-Heidsieck
Piper-Heidsieck is een champagnehuis, opgericht in 1785 door Florens-Louis Heidsieck in Reims. Op 8 juli 2011 werd de maison overgenomen door de Franse luxegroep EPI (Entreprise Patrimoniale d'Investissements), gecontroleerd door de familie Descours. Voorheen behoorde het sinds 1988 tot de Rémy Cointreau-groep.

## Geschiedenis
Florens-Louis Heidsieck, geboren in 1749 als zoon van een protestantse predikant in Westfalen, vestigde zich in Reims als lakenhandelaar. Hij raakte gefascineerd door zowel een vrouw uit de streek als de champagnewijn. In 1785 richtte hij het handelshuis Heidsieck & Cie op met de ambitie om een cuvée te creëren die "waardig was voor een koningin". Hij kreeg de eer zijn wijn persoonlijk aan koningin Marie-Antoinette te presenteren.
Na zijn overlijden in 1828 werd zijn neef Christian Heidsieck zakenpartner van Henri-Guillaume Piper, een begaafd zakenman. Het merk werd hofleverancier van 14 koninklijke hoven, waaronder dat van de Habsburgers en de keizer van China. Na de dood van Christian in 1835 trouwde zijn weduwe in 1838 met Piper, en het merk Piper-Heidsieck was geboren.
In 1870 nam Jacques-Charles Théodore Kunkelmann, sinds 1851 partner in het bedrijf, de leiding over. Zijn zoon Ferdinand-Théodore volgde hem in 1892 op. In 1926 trouwde zijn dochter Yolande met Jean de Suarez d'Aulan, een pionier in de luchtvaart die de maison wereldwijd promootte. Tijdens de Tweede Wereldoorlog verborg hij wapens in de kelders van het huis voor het Franse verzet. Hij ontsnapte naar Noord-Afrika en sneuvelde in 1944 als piloot bij het beroemde La Fayette-eskader.
Na de oorlog herlanceerde Yolande het huis samen met generaal baron d'Alès, met wie zij in 1945 trouwde. Hun zoon François d'Aulan nam in 1957 de leiding over en bleef 33 jaar voorzitter van het champagnehuis. In 1988 droeg hij het bedrijf over aan de familie Hériard-Dubreuil.
In 2002 nam Régis Camus het vinificatieproces van Piper-Heidsieck over en bleef 16 jaar keldermeester, waarna hij in 2018 werd opgevolgd door Émilien Boutillat, de jongste keldermeester van een groot champagnehuis.
In juli 2022 behaalde Piper-Heidsieck de B Corp-certificering.

## Champagnes
- Cuvée Brut: 50% Pinot Noir, 30% Pinot Meunier en 20% Chardonnay, dosage: 9 g/l.
- Essentiel Extra Brut
- Essentiel Blanc de Blancs
- Essentiel Blanc de Noirs
- Cuvée Sublime
- Rosé Sauvage: 50% Pinot Noir (inclusief de rode wijnen), 25% Pinot Meunier en 25% Chardonnay, dosage: 8 g/l.
- Vintage 2012 / 2014 / 2018
- Hors-Série 1971: beperkte editie (2021 flessen)

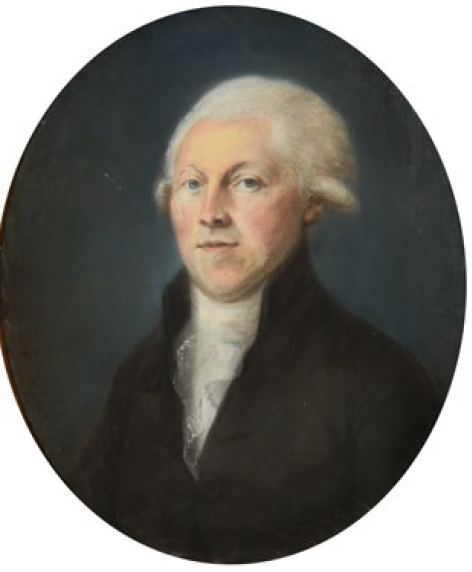
Heidsieck, Florens Louis

- Hors-Série 1982

## In de populaire cultuur
In 1933 verscheen Piper-Heidsieck voor het eerst in de film Sons of the Desert (De zonen van de woestijn) met Laurel en Hardy. In 1953 uitte Marilyn Monroe haar waardering voor het merk in een persinterview.
Sinds 1993 is Piper-Heidsieck officiële partner van het Filmfestival van Cannes (tot 2020) en de Academy Awards (van 2015 tot 2020). Het huis is sinds 2008 mecenas van de Cinémathèque Française en droeg bij aan de restauratie van de film L'Âge d'Or van Luis Buñuel.
Sinds 2019 is Piper-Heidsieck ook officiële sponsor van sportevenementen zoals de Australian Open, de Ballon d'Or en de Rolex Paris Masters.

## Samenwerking met haute couture

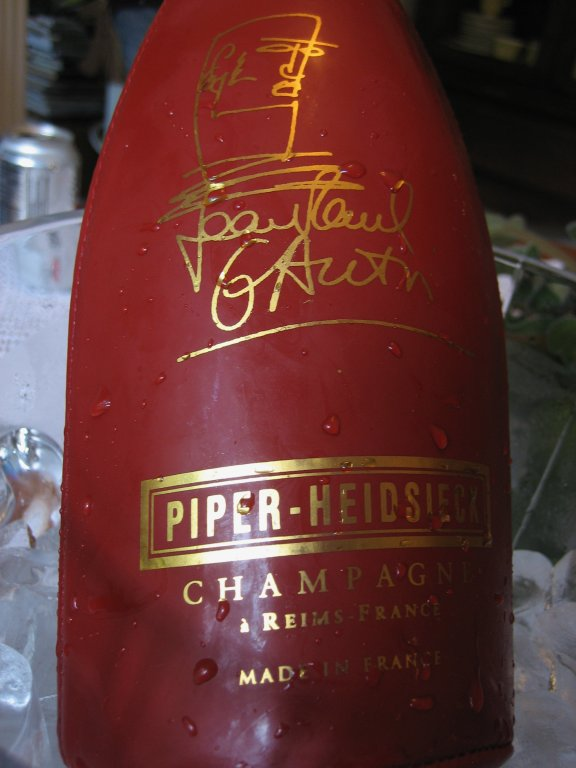
Jean-Paul Gautier Champagne

In 1999 en 2011 kleedde Jean-Paul Gaultier Piper-Heidsieck-flessen in met een rode korset en netkousen in beperkte oplage. Samenwerkingen volgden met het duo Viktor & Rolf in 2007 en met Christian Louboutin in 2009.

## Gebouwen en productie

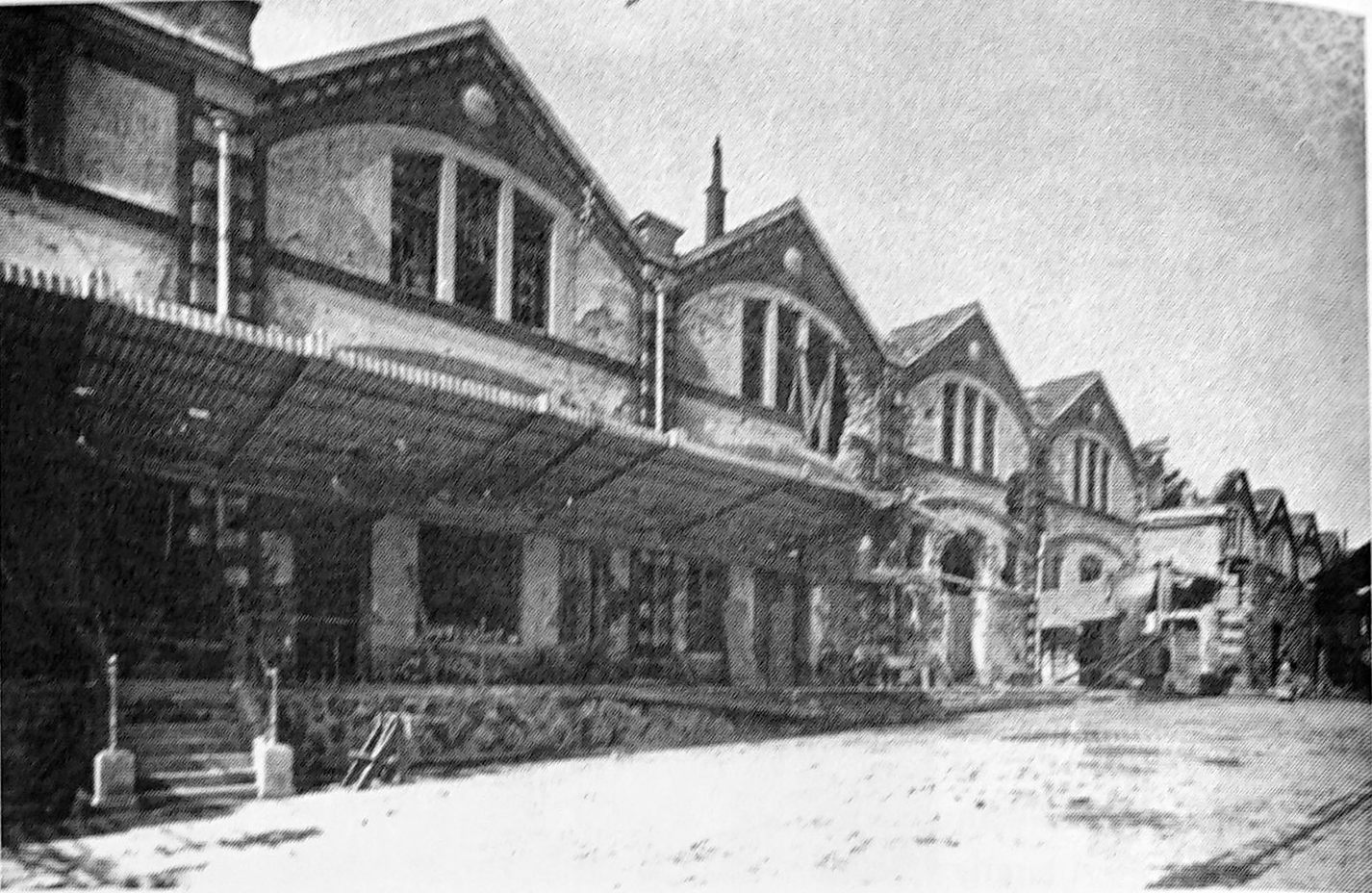
Piper-Heidsieck te Reims vroeger

In 2008 ontwierp de architect Jacques Ferrier het nieuwe hoofdkantoor in Reims, gekenmerkt door een metalen gevel die de champagnebubbels symboliseert. Sinds 1995 beschikt Piper-Heidsieck over een wijnkelder met meer dan 200 vaten en werkt het samen met 240 wijnbouwers, verspreid over meer dan 110 cru’s.